# Diócesis de Asidonia-Jerez
La diócesis de Asidonia-Jerez de Jerez de la Frontera o de Jerez (en latín: Dioecesis Assidonensis-Ierezensis) es una circunscripción eclesiástica de la Iglesia católica en España. Se trata de una diócesis latina, sufragánea de la archidiócesis de Sevilla. Desde el 9 de junio de 2021 su obispo es José Rico Pavés.

## Territorio y organización

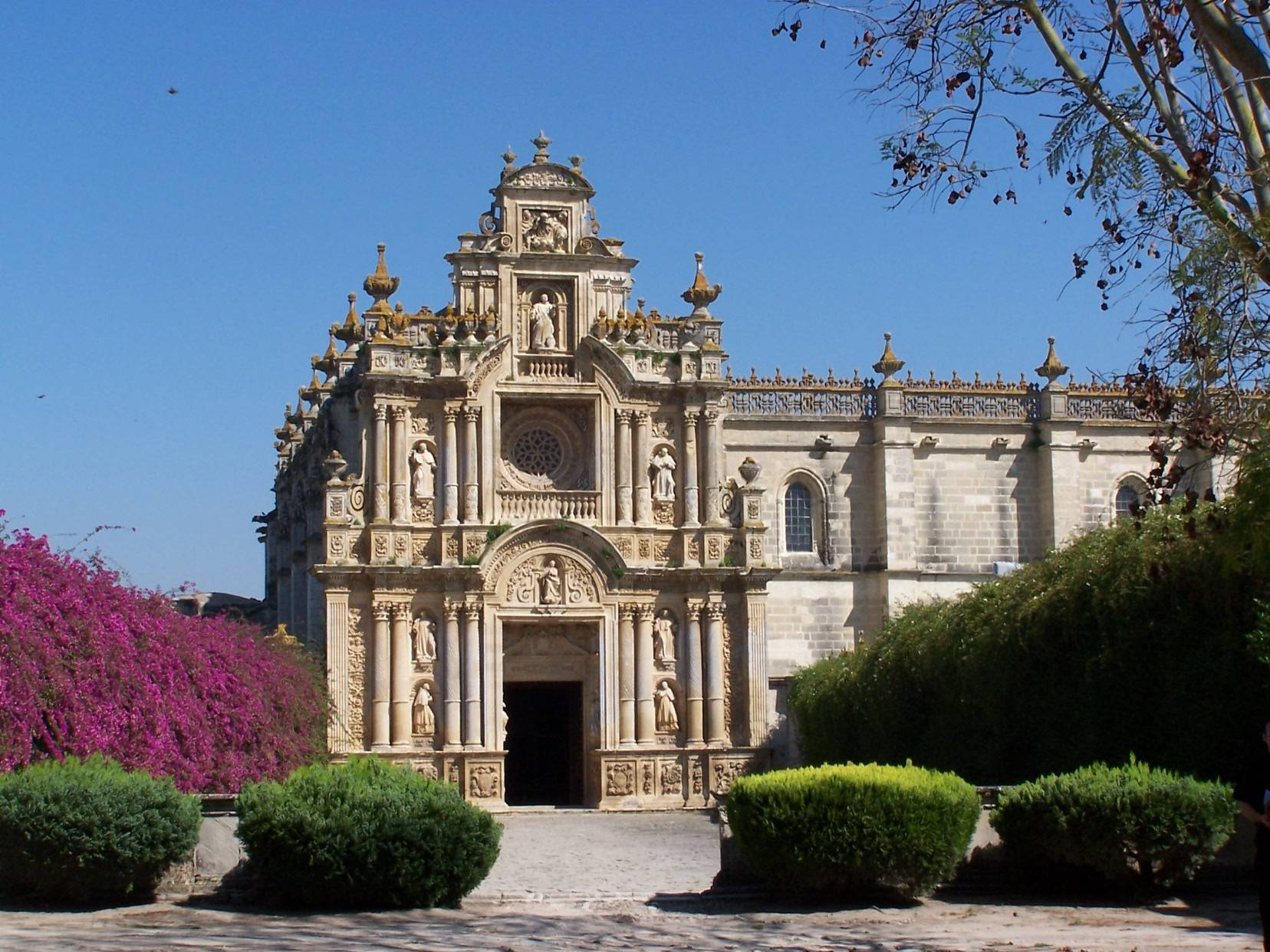
Fachada de la iglesia de la Cartuja de Jerez de la Frontera

La diócesis tiene 3677 km² y extiende su jurisdicción sobre los fieles católicos de rito latino residentes en la comunidad autónoma de Andalucía en el norte de la provincia de Cádiz, tomando como límite y frontera natural el curso del río Guadalete. Abarca tres comarcas: la Costa Noroeste de Cádiz, la Campiña de Jerez, la Sierra de Cádiz y además la mayor parte del término municipal de El Puerto de Santa María en la comarca de la Bahía de Cádiz, totalizando 25 municipios: Jerez de la Frontera, Sanlúcar de Barrameda, El Puerto de Santa María, Chipiona, Rota, Trebujena, Arcos de la Frontera, Algar, Bornos, Espera, Villamartín, Prado del Rey, El Bosque, Ubrique, Puerto Serrano, Algodonales, Zahara de la Sierra, Benaocaz, Villaluenga del Rosario, Grazalema, El Gastor, Olvera, Alcalá del Valle, Torre Alháquime y Setenil de las Bodegas.

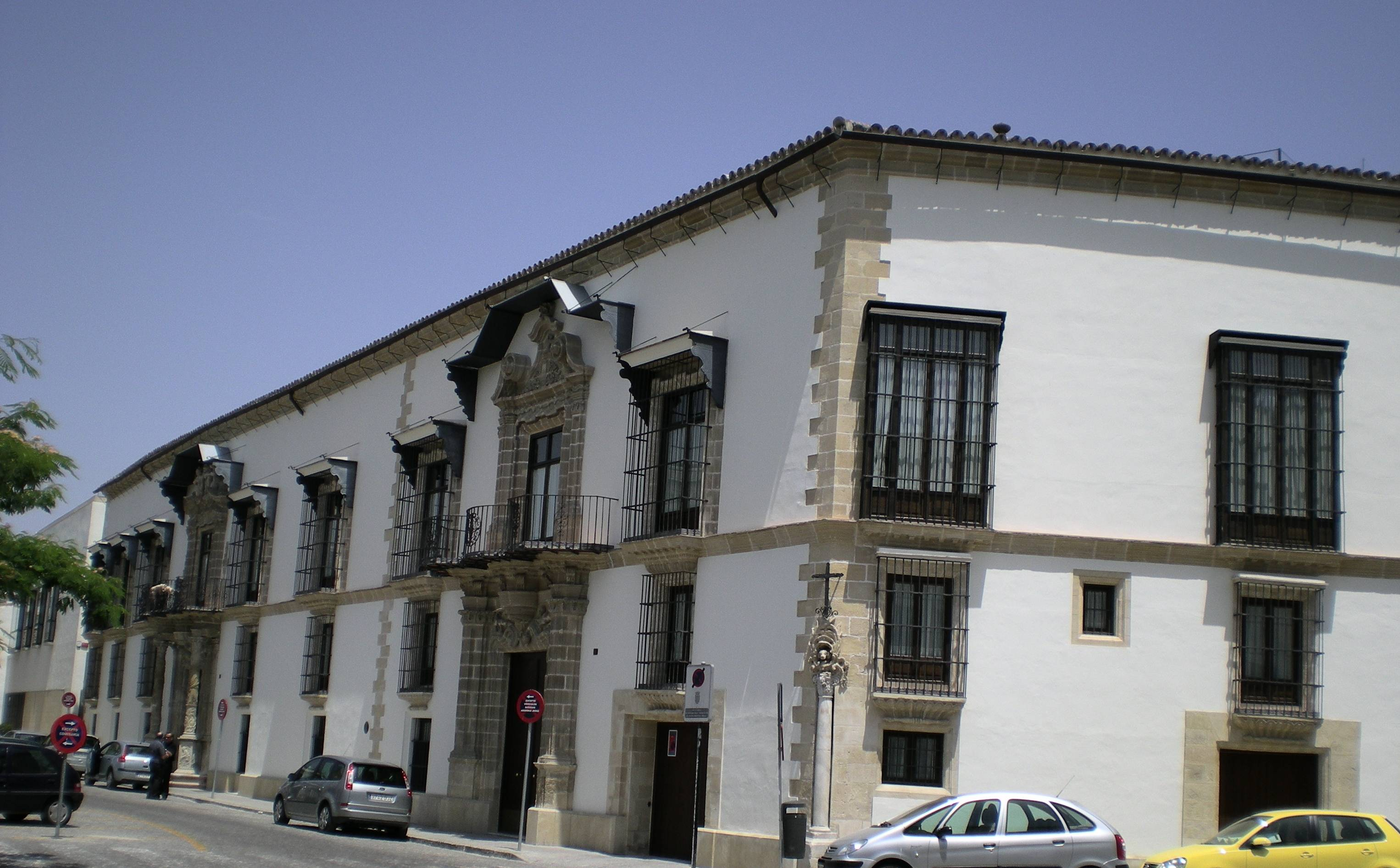
Fachada de la Casa de la Iglesia (Palacio de Bertemati)

La sede de la diócesis se encuentra en el Palacio de Bertemati en la ciudad de Jerez de la Frontera, en donde se halla la Catedral de Nuestro Señor San Salvador, antigua colegiata hasta 1980. El Seminario mayor de Asidonia-Jerez fue fundado en 1985.
En 2021 en la diócesis existían 85 parroquias agrupadas en 8 arciprestazgos: Jerez Norte, Jerez Sur, Jerez Centro, Jerez Rural, El Puerto de Santa María, Sanlúcar de Barrameda, Arcos de la Frontera, Arcos de la Frontera y Zahara-Olvera.
El obispado cuenta con un archivo que contiene obras que aún se están catalogando.

## Historia
Se supone que la actual ciudad de Medina-Sidonia se llamó en la antigüedad Sidonia o Asidonia, por ser una colonia fenicia cuyo nombre deriva del nombre de la ciudad de sus fundadores, Sidón. Durante la existencia de al-Ándalus, se le añadió a su nombre la partícula "medina", que significa ciudad en lengua árabe. Por aquel entonces Medina-Sidonia fue la capital de la cora de Sidonia, cuya capitalidad pasó posteriormente a Jerez de la Frontera, llamada entonces Saris. Esta ciudad fue sede episcopal durante el tiempo de los visigodos y durante parte del período andalusí, concretamente hasta la invasión almohade de 1146. Este obispado se conocía con el nombre de diócesis Asidonense o diócesis de Assidona.
La ciudad de Assidona fue reconquistada por los cristianos en 1264, pero la diócesis nunca fue restaurada, y su territorio quedó dividido entre las sedes de Sevilla y Cádiz.
En 1960 se creó en Jerez una vicaría general del obispo auxiliar de la archidiócesis de Sevilla.
La diócesis fue erigida el 3 de marzo de 1980 con la bula Archiepiscopus Hispalensis del papa Juan Pablo II, obteniendo el territorio de la archidiócesis de Sevilla y una pequeña parte de las diócesis de Cádiz y Ceuta. Se le añadió el título de Asidonia en el nombre latino de la diócesis, que hace referencia a la ciudad de Medina-Sidonia, sede episcopal de la diócesis de Assidona; sin embargo, a pesar del nombre, la diócesis de Jerez no incluye Medina-Sidonia, que forma parte de la diócesis de Cádiz y Ceuta.
El 10 de diciembre de 1986 , con la carta apostólica Beatorum caelitum, el papa Juan Pablo II confirmó al beato (hoy santo) Juan Grande Román, que vivió y murió en Jerez, como patrono de la diócesis.

## Estadísticas
Según el Anuario Pontificio 2022 la diócesis tenía a fines de 2021 un total de 471 256 fieles bautizados.
| Año                                                                             | Población            | Población | Población      | Sacerdotes | Sacerdotes    | Sacerdotes    | Bautizados por sacerdote | Diáconos permanentes | Religiosos | Religiosos | Parroquias |
| Año                                                                             | Bautizados católicos | Total     | % de católicos | Total      | Clero secular | Clero regular | Bautizados por sacerdote | Diáconos permanentes | Varones    | Mujeres    | Parroquias |
| ------------------------------------------------------------------------------- | -------------------- | --------- | -------------- | ---------- | ------------- | ------------- | ------------------------ | -------------------- | ---------- | ---------- | ---------- |
| 1990                                                                            | 433 000              | 462 390   | 93.6           | 144        | 91            | 53            | 3006                     |                      | 109        | 374        | 80         |
| 1999                                                                            | 432 800              | 480 970   | 90.0           | 175        | 90            | 85            | 2473                     | 6                    | 149        | 555        | 80         |
| 2000                                                                            | 441 300              | 490 320   | 90.0           | 173        | 92            | 81            | 2550                     | 7                    | 153        | 539        | 83         |
| 2001                                                                            | 449 993              | 499 993   | 90.0           | 170        | 87            | 83            | 2647                     | 7                    | 154        | 379        | 79         |
| 2002                                                                            | 439 967              | 488 853   | 90.0           | 158        | 88            | 70            | 2784                     | 8                    | 129        | 446        | 80         |
| 2003                                                                            | 442 394              | 488 853   | 90.5           | 154        | 91            | 63            | 2872                     | 12                   | 127        | 453        | 80         |
| 2004                                                                            | 445 361              | 500 653   | 89.0           | 161        | 94            | 67            | 2766                     | 13                   | 126        | 468        | 80         |
| 2006                                                                            | 449 914              | 507 331   | 88.7           | 158        | 93            | 65            | 2847                     | 18                   | 124        | 490        | 73         |
| 2013                                                                            | 457 652              | 542 699   | 84.3           | 145        | 100           | 45            | 3156                     | 16                   | 80         | 418        | 84         |
| 2016                                                                            | 460 826              | 541 916   | 85.0           | 152        | 102           | 50            | 3031                     | 16                   | 92         | 355        | 85         |
| 2019                                                                            | 460 000              | 542 445   | 84.8           | 149        | 94            | 55            | 3087                     | 14                   | 100        | 328        | 85         |
| 2021                                                                            | 471 256              | 542 131   | 86.9           | 148        | 92            | 56            | 3184                     | 22                   | 89         | 273        | 85         |
| Fuente: Catholic-Hierarchy, que a su vez toma los datos del Anuario Pontificio. |                      |           |                |            |               |               |                          |                      |            |            |            |

A principios de 2012, en la diócesis hay 43 órdenes y congregaciones religiosas (13 masculinas y 30 femeninas).
En el curso 2017-2018, 9 seminaristas estudiaron en el Seminario Mayor diocesano.

## Episcopologio

### Obispos de la antigua Assidonia
Datos de la época visigoda:
- Maximus (497) †
- Manuncio (516) †
- Basiliano (593) †
- Rufino † (mencionado en 619)
- Pimenio † (junio/noviembre de 629-después del 5 de junio de 662 falleció)
- Suetonio † (662?)
- Paciano † (672)
- Fulgencio, O.S.B. †
- Theuderacio (Teoderacio) † (antes de 674-después de 688)
- Geroncio † (mencionado en 693)
- Cesario † (698)
- Exuperio † (713-714) (obispo mártir por los musulmanes)
- Juan, monje † (714)
- Miro † (mencionado en 862)
- Pedro † (finales del siglo IX)
- Esteban † (mitad del siglo X)
- Anónimo † (circa 1142) (emigró a Toledo)
  - Sede suprimida (1146-1980)

### Obispos auxiliares de Sevilla con residencia en Jerez de la Frontera
- José María Cirarda Lachiondo (9 de abril de 1960-22 de julio de 1968)
- Juan Antonio del Val Gallo (1969-1973)
- Rafael Bellido Caro (1973-1980)

### Obispos de Asidonia-Jerez
- Rafael Bellido Caro † (3 de marzo de 1980-29 de junio de 2000 retirado)
- Juan del Río Martín † (29 de junio de 2000-30 de junio de 2008 nombrado arzobispo ordinario militar de España)
- José Mazuelos Pérez (19 de marzo de 2009-6 de julio de 2020 nombrado obispo de Canarias)
- José Rico Pavés, desde el 9 de junio de 2021

## Conservación de patrimonio
La labor de Conservación de patrimonio y puesta en valor para fines turísticos que realiza fue reconocida por el "Clúster Turístico #DestinoJerez" con un premio en 2019

## Reconocimientos
La diócesis reconoce las actuaciones más destacadas en su nombre con la medalla ‘Pro Ecclesia Asidonense’.